# Козелецкий маслозавод
Козелецкий маслозавод — предприятие пищевой промышленности в посёлке городского типа Козелец Козелецкого района Черниговской области Украины, прекратившее производственную деятельность.

## История
Маслодельный завод на окраине райцентра Козелец был построен и введён в эксплуатацию в 1970 году в соответствии с восьмым пятилетним планом развития народного хозяйства СССР. Завод входил в число передовых предприятий, его продукция продавалась в СССР, а также экспортировалась в ГДР, на Кубу и в другие страны мира.
В 1991 году была проведена техническая реконструкция предприятия.
В целом, в советское время завод входил в число крупнейших предприятий райцентра и Козелецкого района.
После провозглашения независимости Украины государственное предприятие было преобразовано в открытое акционерное общество, позднее оно было реорганизовано в общество с ограниченной ответственностью.
В 2000 году завод прекратил функционирование, позднее производственное оборудование было демонтировано и вывезено в Остёр.
6 февраля 2013 года под тяжестью выпавшего снега кровля производственного цеха закрытого маслозавода обрушилась на площади 480 м².